# Christian Sagartz
Christian Sagartz (* 16. Jänner 1981) ist ein österreichischer Politiker (ÖVP). Er war von 2020 bis 2025 Landesparteiobmann der ÖVP Burgenland.

## Ausbildung
Christian Sagartz besuchte nach der Volksschule Pöttsching acht Jahre das Gymnasium der Diözese Eisenstadt Wolfgarten, wo er 1999 die Matura ablegte. Sodann studierte er an der Universität Wien das Individuelle Diplomstudium Politische Beratung sowie Politikwissenschaft, wobei er mit Bachelor und Magister abschloss.

## Politik
Sagartz engagierte sich in seiner Schulzeit in der burgenländischen Schülerunion und später bei der JVP Burgenland, wo er auch von 2002 bis 2008 Landesobmann war. Bei der Gemeinderatswahl 2002 wurde er in den Gemeinderat von Pöttsching gewählt. Zum Vizebürgermeister wurde er erstmals 2007 gewählt; er hatte diese Funktion bis 2015 inne.
Er war ab 2005 Abgeordneter zum Burgenländischen Landtag und ab 2015 Klubobmann der ÖVP Burgenland. Nach dem Wechsel von Karoline Edtstadler in die Bundesregierung Kurz II im Jänner 2020 übernahm er ihr Mandat im Europäischen Parlament. Er war bis 15. Juli 2024 Mitglied des Europäischen Parlaments.
Nach der Landtagswahl 2020 wurde Sagartz Nachfolger von Thomas Steiner als ÖVP-Landesparteiobmann. Diese Funktion hatte er auch während seiner Zeit als Mitglied des Europäischen Parlaments (2020 bis 2024) weiterhin inne. Sagartz führte die Partei auch bei der Landtagswahl 2025 als deren Spitzenkandidat an. Im April 2025 wurde Christoph Zarits als sein Nachfolger als ÖVP-Landesparteiobmann designiert.

## Politischer Werdegang
- 1997–1999 Schülervertreter
- 1999–2005 Landesvorsitzender der FCG Jugend
- 1999–2005 Parlamentarischer Mitarbeiter von Abgeordneten zum Nationalrat Bürgermeister Johann Loos[11]
- 2000–2002 Bezirksobmann der Jungen ÖVP Mattersburg
- 2003–2005 Parlamentarischer Mitarbeiter von Abgeordneten zum Nationalrat Martin Preineder
- 2002–2008 Landesobmann der Jungen ÖVP Burgenland
- 2007–2015 Vizebürgermeister in Pöttsching
- 2008–2015 Landesgeschäftsführer der ÖVP Burgenland
- 2002–2022 Gemeinderat in Pöttsching
- 2005–2020 Abgeordneter zum burgenländischen Landtag
- 2015–2020 Klubobmann der ÖVP Burgenland
- 2020–2021 Geschäftsführender Landesparteiobmann der ÖVP Burgenland
- 2020–2024 Abgeordneter zum Europäischen Parlament
- 2020–2025 Landesparteiobmann der ÖVP Burgenland[1]